# 539 př. n. l.
Století: 7. století př. n. l. – 6. století př. n. l. – 5. století př. n. l.
Roky: 544 543 542 541 540 – 539 př. n. l. – 538 537 536 535 534

## Události
- Perský král Kýros II. obsazuje Babylón – chaldejský král Nabonid je zajat.

## Hlava státu
Perská říše:
- Kýros II.

Egypt:
- Ahmose II. (26. dynastie)

Babylonie:
- Nabonid (poslední král chaldejské dynastie)